# Staurotheca undosiparietina
Staurotheca undosiparietina är en nässeldjursart som först beskrevs av Stepan'yants 1979.  Staurotheca undosiparietina ingår i släktet Staurotheca och familjen Sertulariidae. Inga underarter finns listade i Catalogue of Life.